# قاطنة قنفذ البحر الباسيفيكية
قاطنة قنفذ البحر الباسيفيكية (الاسم العلمي: Echinicola pacifica) هي نوع من البكتيريا، سلبية الغرام، تتبع جنس قاطنة قنفذ البحر.